# Argentijnse zee-engel
De Argentijnse zee-engel (Squatina argentina) is een vis uit de familie van zee-engelen (Squatinidae), superorde van haaien. De haai kan een lengte bereiken van 170 centimeter.

## Leefomgeving
De Argentijnse zee-engel is een bodembewonende vis van zout water. De soort komt voor op een diepte van 120 tot 320 meter op het continentaal plat in het zuidwestelijk deel van de Atlantische Oceaan voor de kust van Brazilië tot aan Noord-Argentinië (zie kaartje).

## Relatie tot de mens
De Argentijnse zee-engel wordt bedreigd door de bodemsleepnetvisserij aan de kust van Zuid-Brazilië en Argentinië. Uit visserijstatistieken blijkt dat de vangst van zee-engelen in dit gebied met 85% is afgenomen tussen 1984 en 2002 (10% per jaar). Deze haaiensoort staat daarom als bedreigde diersoort op de Rode Lijst van de IUCN.